# Ilex virgata
Ilex virgata är en järneksväxtart som beskrevs av Ludwig Eduard Loesener. Ilex virgata ingår i släktet järnekar, och familjen järneksväxter. Inga underarter finns listade i Catalogue of Life.